# Satau
Satau is een dorp in het district North-West in Botswana. De plaats telt 605 inwoners (2011).